# 장재웅
장재웅(2001년 1월 8일 ~ )는 대한민국의 축구 선수로, 포지션은 측면 미드필더이다. 현재 K리그3 여주 FC 소속이다.

## 클럽 경력
2009년부터 K3 여주FC에서 학업과 축구를 병행하며 통산 367득점 180도움을 기록하였다.
현재 K3 최연소 출전기록과 K3 최연소 득점왕 기록을 보유하고 있다.